# DMX (éclairage)
Cet article concerne le système de contrôle de l'appareillage des spectacles. Pour le rappeur, voir DMX (rappeur).
 (février 2015).
Si vous disposez d'ouvrages ou d'articles de référence ou si vous connaissez des sites web de qualité traitant du thème abordé ici, merci de compléter l'article en donnant les références utiles à sa vérifiabilité et en les liant à la section « Notes et références ».
 (janvier 2010).

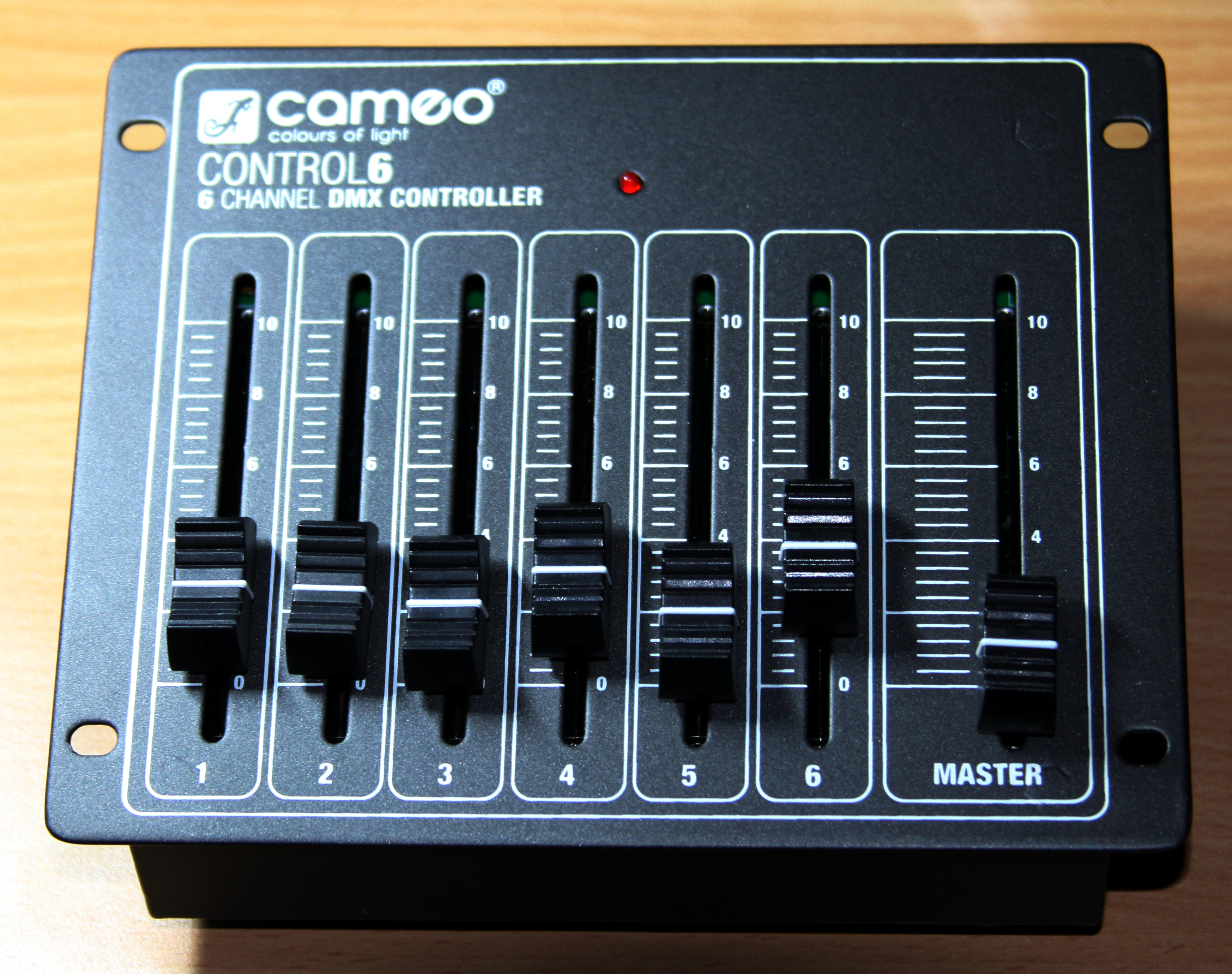
Un contrôleur DMX

Le DMX512 (Digital Multiplexing) est une norme de transmission de données utilisée pour le contrôle de l'éclairage et des effets de scène dans le spectacle vivant. Elle fut mise en place en 1986 par l'Engineering Commission de l’United States Institute for Theatre Technology (en) et s'est imposée comme un standard à partir des années 1990.

## Fonctionnement
Le protocole DMX512 (qui utilise généralement une liaison suivant la norme EIA RS 485 et cadencée à 250 kb/s) permet de contrôler 512 canaux (9 bits d'adressage) en affectant à chacun une valeur comprise entre 0 et 255 (8 bits de données par canal). La transmission numérique unidirectionnelle se fait de façon sérialisée par liaison symétrique, et chaque appareil reçoit en même temps l'ensemble des 512 valeurs (ce qui est appelée une « trame » DMX). La norme prévoit la mise en série de 32 appareils au maximum sur une même ligne DMX.
À l'origine, chaque canal devait contrôler un canal d'un gradateur, donc un seul projecteur. Mais dans les faits, il est possible de brancher plus de 32 appareils en insérant sur la ligne un ou plusieurs boosters DMX. La norme laisse le soin à chaque constructeur d'appareil de choisir la signification des différentes valeurs.

### Principe électronique

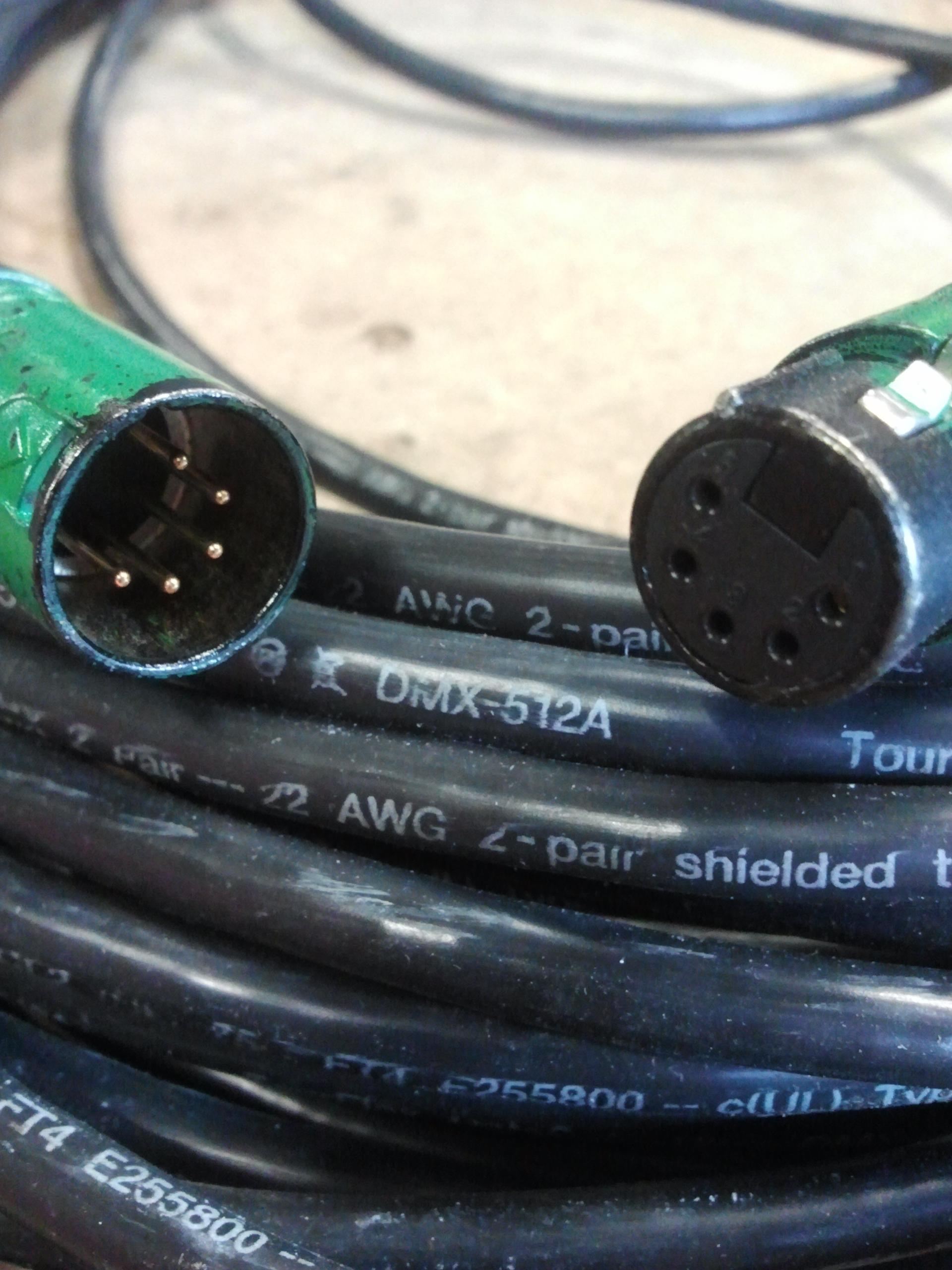
Un câble avec connecteurs XLR 5 broches.

La transmission se fait par un câble d'une paire blindée, d'une impédance d'environ 120 ohms, raccordé à des connecteurs XLR de type 5 broches dont les broches 4 et 5 sont optionnelles (standard de la norme). Bien que bon nombre d'équipements utilisent des connecteurs XLR à 3 broches, ceci n'est pas conforme à la norme. Cette dernière interdit clairement, au point 7.1.2, tout autre type de connecteur XLR. La fréquence de rafraîchissement est de 44 Hz (ce qui signifie que la trame est envoyée 44 fois par seconde) pour un seul Univers (soit 512 canaux). Le signal est électriquement en 5 volts. L'envoi de microsalves sur un temps donné et séparé par un temps donné permet de créer le signal multiplexé.
Le mode de transmission des données tendant à apparaître de plus en plus est l'utilisation de transmissions DMX WIFI, on trouve dorénavant des émetteurs/récepteurs DMX WIFI à des tarifs très abordables, et certains projecteurs sont maintenant équipés de récepteurs intégrés.

### Commande
La commande se fait généralement à l'aide de pupitre, ou console DMX. Cet appareil peut être plus ou moins complexe, et gérer à lui tout seul un spectacle complet, et plusieurs lignes DMX (par exemple 1024, 1536, 2048... (n fois 512) canaux). On parle alors d'univers DMX, un univers possédant 512 canaux.
La présence sur le marché de petits pupitres de commande économiques rend cette base de 512 canaux arbitraire, on trouve des contrôleurs à 6 canaux, 192 canaux, 240 canaux, etc.
Par ailleurs, l'évolution de l'électronique et sa tendance à se rapprocher de l'informatique est, là aussi, présente : de plus en plus d'éclairagistes utilisent des interfaces informatiques leur permettant de gérer depuis des logiciels, via des adaptateurs (port parallèle LPT/DMX, port série/DMX et surtout, USB/DMX) des chaînes de projecteurs DMX.

### Exemple
Prenons un automatique type Clay Paky Sharpy qui serait configuré pour le canal 81 et utiliserait seulement 6 voies :
- voie 1 (81) : intensité. 0=éteint, 150 = intensité max, 150-245 = stroboscope, 245-255 = aléatoire.
- voie 2 (82) : masque (gobo). Chaque masque correspond à 8 pas : 0-7 → premier masque, 8-15 → deuxième…
- voie 3 (83) : couleur. Idem que pour les masques, mais avec une couleur : 0-7 = rouge, 8-15 = orange…
- voie 4 (84) : diaphragme (iris). 0-255 : règle l'ouverture du diaphragme
- voie 5 (85) : panoramique(pan). 0-255 : permet de guider la lyre en rotation autour de son axe horizontal.
- voie 6 (86) : assiette (tilt). 0-255 : permet de guider la lyre en rotation autour de son axe vertical.

Ainsi, la lyre va analyser le contenu de la trame DMX, et lire les valeurs des canaux 81 (qu’elle affecte à sa voie 1) à 86 (qu’elle affecte aux voies suivantes). Chaque constructeur d’appareils fournit ainsi la liste des valeurs et les effets associés.
Plusieurs spots peuvent avoir la même adresse, ils réagiront donc de la même façon s'ils interprètent les valeurs des canaux de la même manière.

## Une norme dérivée du DMX: l'Art-Net
La norme DMX512 est limitée par sa sensibilité électrique et la quantité de données qu'elle peut gérer. Une nouvelle norme a été créée, toujours basée sur ce même protocole DMX512. Cette dernière, nommée Art-Net, intègre les trames DMX dans des paquets Ethernet et nécessite un câblage de type réseau. Si le nombre de canaux DMX est limité à 512 par cette norme, l'Art-Net permet de gérer plusieurs univers DMX simultanément et à une vitesse accrue par l'utilisation de protocoles réseau. Il demande cependant l'utilisation d'équipements réseaux comme les switchs (commutateurs), le Wi-Fi, etc.
Si le câblage DMX est standardisé avec une connectique de type XLR 5 broches, l'Art-Net est elle compatible avec les réseaux Ethernet (connectique RJ45). 